# Malá Jezerná
Malá Jezerná (historyczna nazwa niem. Kleiner See) – szczyt o wysokości 1271 m n.p.m. (podawana jest też wysokość 1271,5 m n.p.m.  lub 1272 m n.p.m. ) w paśmie górskim Wysokiego Jesionika (cz. Hrubý Jeseník), w północno-wschodnich Czechach, w Sudetach Wschodnich, na Morawach, w obrębie gminy Loučná nad Desnou, oddalony o około 4,5 km na południowy zachód od szczytu góry Pradziad (cz. Praděd). Rozległość szczytu wraz ze stokami (powierzchnia stoków) szacowana jest na około 0,6 km², a średnie nachylenie wszystkich stoków wynosi około 11°.

## Charakterystyka
Malá Jezerná z uwagi na nieprzekraczającą minimalną wysokość pomiędzy szczytem i najniższym punktem przełęczy (minimalna deniwelacja względna) w kierunku góry Vřesník (min. 5 m) nie jest przez niektórych autorów zaliczona jako odrębna góra. Traktowana raczej jako wydłużenie stoku góry Vřesník.

### Lokalizacja
Szczyt Malá Jezerná położony jest nieco na południowy zachód od centrum całego pasma Wysokiego Jesionika, leżący w części Wysokiego Jesionika, w północno-zachodnim obszarze (mikroregionu) o nazwie Masyw Pradziada (cz. Pradědská hornatina), położony na łukowatym grzbiecie bocznym góry Dlouhé stráně, ciągnącym się od góry Hubertka do przełęczy Vlčí sedlo w łańcuchu szczytów (Hubertka – Velká Jezerná – Malá Jezerná – Vřesník – Dlouhé stráně – Mravenečník – Kozí hřbet). Jest szczytem niezbyt charakterystycznym z kilkuhektarową wypłaszczoną połacią szczytową. Z tego względu jest szczytem niewyraźnym, trudno rozpoznawalnym (m.in. z drogi okalającej szczyt góry Dlouhé stráně (szczyt widoczny poniżej linii patrzenia w kierunku przełęczy Sedlo nad Malým kotlem, na lewo od szczytu Vřesník) czy też z innego charakterystycznego punktu widokowego – z drogi okalającej połać szczytową góry Pradziad (szczyt słabo widoczny poniżej linii patrzenia na szczyt góry Vřesník). Warto dodać, że szczyt oznaczony jest tylko na bardziej szczegółowych mapach.
Szczyt wraz ze stokami ograniczają: od zachodu przełęcz o wysokości 1268 m n.p.m. w kierunku szczytu Vřesník, od północy dolina krótkiego, nienazwanego potoku, będącego dopływem potoku Jezerná, od północnego wschodu i wschodu dolina potoku Jezerná, od południowego wschodu przełęcz o wysokości 1224 m n.p.m. w kierunku szczytu Velká Jezerná oraz od południa dolina potoku Merta. W otoczeniu szczytu Malá Jezerná znajdują się następujące szczyty: od zachodu Vřesník, od północnego zachodu Dlouhé stráně, od północy Tupý vrch, od północnego wschodu Medvědí hřbet i Divoký kámen, od wschodu Velká Jezerná, od południowego wschodu Velká Jezerná–J i Hubertka oraz od południa Homole–SV. 

### Szczyt

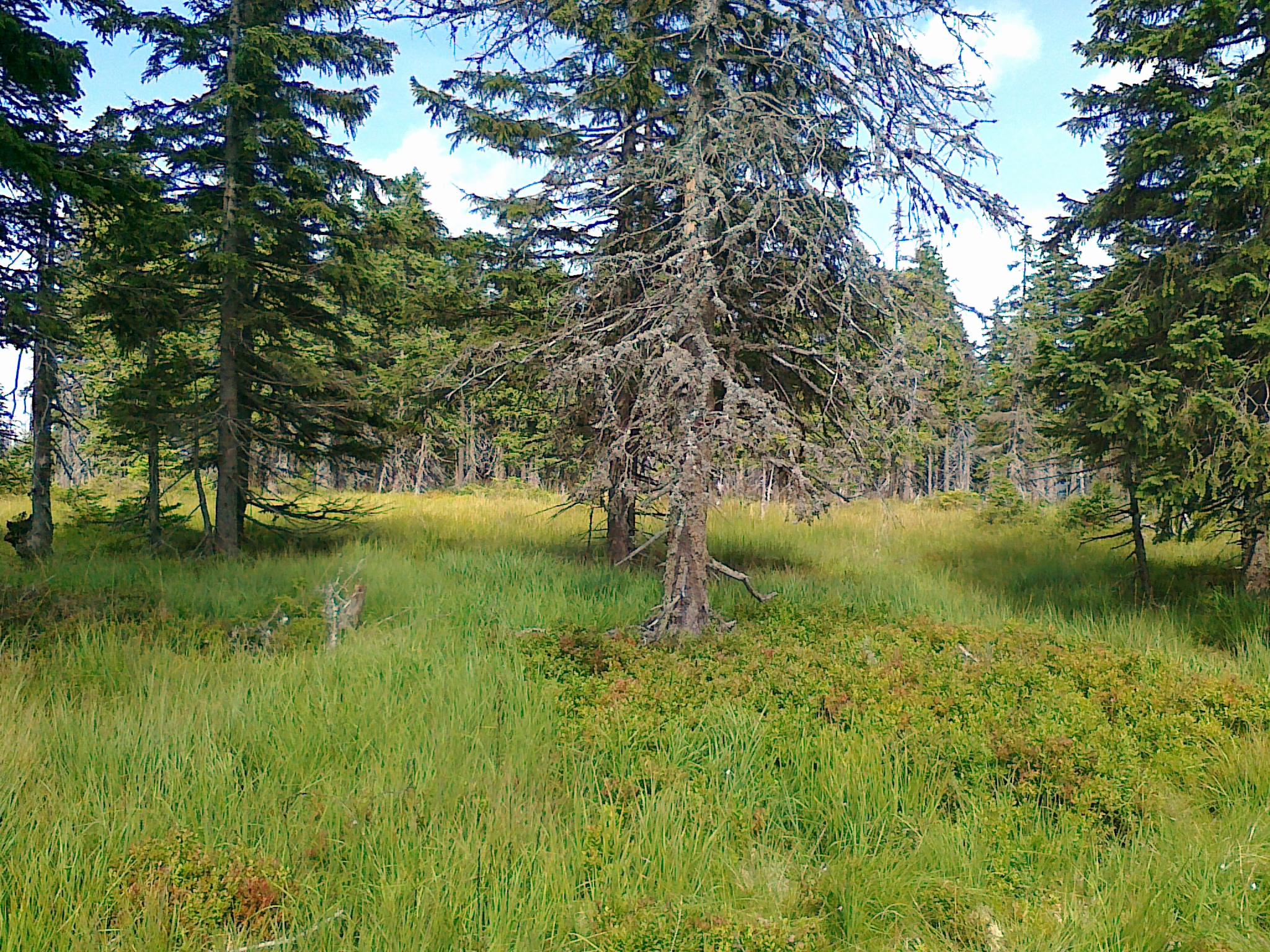
Widok na szczyt Malá Jezerná (2017 rok)

Malá Jezerná jest szczytem pojedynczym. Na szczyt nie prowadzi żaden znakowany szlak turystyczny. Szczyt znajduje się na skraju niewielkiej polany otoczonej borem świerkowym, pokrytej trawą wysokogórską. Z powodu zalesienia nie jest on punktem widokowym. Na połaci szczytowej nie ma punktu geodezyjnego . Państwowy urząd geodezyjny o nazwie (cz. Český úřad zeměměřický a katastrální (CÚZK)) w Pradze podaje jako najwyższy punkt – szczyt – o wysokości 1270,6 m n.p.m. i współrzędnych geograficznych (50°04′07,5″N 17°10′17,6″E/50,068750 17,171556). 
Dojście do szczytu następuje z zielonego szlaku rowerowego  oraz skrzyżowania turystycznego Malá Jezerná, od którego biegnie droga w kierunku góry Velká Jezerná. Drogą tą należy przebyć odcinek o długości około 170 m, po czym należy skręcić w lewo orientacyjnie dochodząc po około 100 m do szczytu.

### Stoki
W obrębie szczytu można wyróżnić trzy następujące zasadnicze stoki:
- północny
- wschodni
- południowy

Wszystkie stoki są zalesione w zdecydowanej większości borem świerkowym, z występującymi licznymi polanami i znacznymi przerzedzeniami, a nawet ogołoceniami. Na niemalże wszystkich stokach, a szczególnie na stoku północnym występuje znaczny pował drzew, widoczny m.in. ze zdjęć lotniczych. Na stokach brak jest grup skalnych czy też większych pojedynczych skalisk.
Stoki mają stosunkowo łagodne, na ogół jednolite i zróżnicowane nachylenia. Średnie nachylenie stoków waha się bowiem od 6° (stok wschodni) do 16° (stok północny). Średnie nachylenie wszystkich stoków góry (średnia ważona nachyleń stoków) wynosi około 11°. Maksymalne średnie nachylenie u podnóża stoku północnego, na wysokościach około 1150 m n.p.m. na odcinku 50 m nie przekracza 45°. Poza jedyną drogą biegnącą na trasie od skrzyżowania turystycznego Malá Jezerná w kierunku góry Velká Jezerná, stoki pokryte są sporadycznymi, nieoznakowanymi ścieżkami.

### Geologia
Pod względem geologicznym Malá Jezerná ze stokami należy do jednostki określanej jako kopuła Desny i zbudowana jest ze skał metamorficznych, głównie: gnejsów (biotytów, muskowitów i chlorytów), fyllonitów oraz amfibolitów.

### Wody
Grzbiet główny (grzebień) góry Pradziad, biegnący od przełęczy Skřítek do przełęczy Červenohorské sedlo oraz dalej do przełęczy Ramzovskiej (cz. Ramzovské sedlo) jest częścią granicy Wielkiego Europejskiego Działu Wodnego, dzielącej zlewiska Morza Bałtyckiego i Morza Czarnego . 
Szczyt wraz ze stokami położony jest na zachód od tej granicy, należy więc do zlewni Morza Czarnego, do którego płyną wody m.in. z dorzecza Dunaju, będącego przedłużeniem płynących z tej części Wysokiego Jesionika górskich potoków (m.in. płynących w pobliżu potoków Jezerná czy Merta). W pobliżu obu przełęczy w kierunku szczytów Vřesník i Velká Jezerná znajdują się znaczne, podmokłe obszary torfowiskowe. Na obszarze torfowiskowym, na drodze ze skrzyżowania turystycznego Malá Jezerná w kierunku góry Velká Jezerná położono z tego powodu deskowy chodnik. Z uwagi na stosunkowo łagodne nachylenia stoków Malá Jezerná, w jej obrębie nie występują m.in. wodospady czy kaskady.

## Ochrona przyrody
Szczyt ze stokami znajduje się w obrębie wydzielonego obszaru objętego ochroną o nazwie Obszar Chronionego Krajobrazu Jesioniki (cz. Chráněná krajinná oblast (CHKO) Jeseníky), a utworzonego w celu ochrony utworów skalnych, ziemnych i roślinnych oraz rzadkich gatunków zwierząt. Na stokach nie utworzono żadnych rezerwatów przyrody lub innych obiektów nazwanych pomnikami przyrody. Ponadto na jej obszarze nie wytyczono żadnych ścieżek dydaktycznych.

## Turystyka

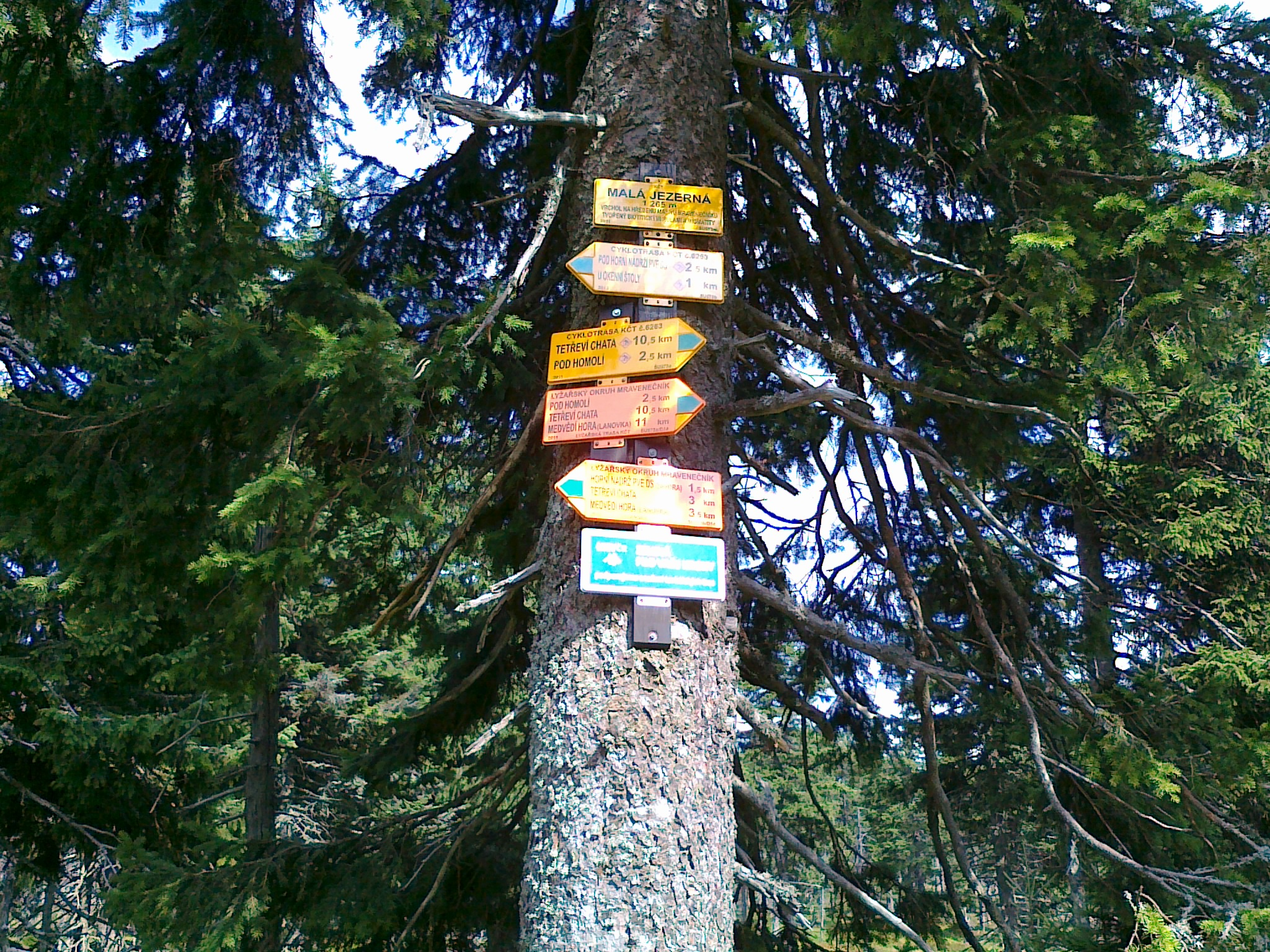
Tablice informacyjne na skrzyżowaniu turystycznym Malá Jezerná (2017 rok)

W obrębie szczytu i stoków nie ma żadnego schroniska turystycznego lub hotelu górskiego. W odległości około 2,2 km na południowy wschód od szczytu, na stoku góry Hubertka położona jest chata Františkova myslivna z ograniczoną bazą noclegową, dysponująca tylko 16 miejscami (własność prywatna). Ponadto do bazy turystycznej przy drodze Hvězda – Pradziad jest od szczytu około 4,2 km w kierunku północno-wschodnim, gdzie położone są następujące hotele górskie i schroniska turystyczne:
- na wieży Pradziad: hotel Praděd oraz na stoku góry Pradziad hotel górski Kurzovní chata i schronisko Barborka
- na stoku góry Petrovy kameny hotele górskie: Ovčárna i Figura oraz schronisko Sabinka

Do najbliższej miejscowości Loučná nad Desnou z bazą hoteli i pensjonatów, jest od szczytu około 5,7 km w kierunku zachodnim.
Kluczowym punktem turystycznym jest oddalone o około 200 m na południowy zachód od szczytu skrzyżowanie turystyczne o nazwie Malá Jezerná z podaną na tablicy informacyjnej wysokością 1265 m, położone na stoku sąsiedniej góry Vřesník, przez które przechodzi jedyny zlokalizowany w pobliżu zielony szlak rowerowy , od którego możliwe jest dojście m.in. do połaci szczytowej.

## Szlaki turystyczne, rowerowe i trasy narciarskie
Klub Czeskich Turystów (cz. Klub Českých Turistů) nie wytyczył w obrębie szczytu i stoków Malá Jezerná żadnego szlaku turystycznego i żadnego szlaku rowerowego. Ponadto na szczycie i stokach nie poprowadzono żadnej trasy narciarstwa biegowego, ani żadnej trasy narciarstwa zjazdowego. Z tego powodu Malá Jezerná ma niewielkie znaczenie turystyczne.